# Renata Laqueur
Renata Liselotte Margarethe Laqueur Weiss (* 3. November 1919 in Brieg, Niederschlesien; † 4. Juni 2011 in New York City) war eine Sprach- und Literaturwissenschaftlerin.

## Leben
Die Tochter des Mediziners Ernst Laqueur war im Haus ihres Großvaters geboren, wuchs in den Niederlanden auf und legte am humanistischen Gymnasium in Amsterdam das Abitur ab.
Ihre Eltern jüdischer Abstammung hatten sich und die Kinder evangelisch taufen lassen.
Sie wollte Modeschöpferin werden oder Literatur studieren, besuchte aber auf Wunsch des Vaters ab 1939 eine internationale Sekretärinnenschule, an der sie neben Stenographie die Sprachen Deutsch, Englisch, Französisch und Holländisch lernte. In dieser Zeit verfasste sie Artikel für eine holländische Frauenzeitschrift. Ihr älterer Bruder Peter arbeitete ab 1939 in Buenos Aires.
Am 18. Februar 1943 wurde sie als Jüdin erstmals inhaftiert, kam zuerst ins KZ Herzogenbusch, danach ins Durchgangslager Westerbork. Im November wurde sie gemeinsam mit ihrem Mann Paul Goldschmidt inhaftiert, kam wieder nach Westerbork und wurde am 15. März 1944 ins KZ Bergen-Belsen deportiert, der Transportleiter war, wie erst später bekannt wurde, der Polizeioberleutnant Friedrich Degeler. Hier begann sie heimlich Tagebuch zu führen. Auf Veranlassung von SS-Hauptsturmführer Ernst Moes (1898–1945) verließ sie am 10. April 1945 Bergen-Belsen mit einem Räumungstransport (vgl. Verlorener Zug). Man hatte mit einer Reisedauer von vier Tagen gerechnet. Ihr Mann hatte seinen Proviant am ersten Abend verzehrt. Nach langer Irrfahrt wurde der Zug am 23. April bei Tröbitz durch die Rote Armee befreit. Danach erkrankte sie am Flecktyphus, ebenso wie ihre Schwester Gerda und deren Mann Felix Oestreicher, die im Mai bzw. Juni daran starben. Am 9. Juli 1945 verließen Renata und Paul die Meißner Gemeinde Zeithain. Nachdem sie eine Woche in einem DP-Lager in Kassel verbracht hatten, kehrten sie auf Lastwagen bis 22. Juli 1945 in die Heimat zurück.
In die Niederlande zurückgekehrt, lernte sie den ungarischen Arzt und Sprachtherapeuten Dezső A. Weiß kennen, mit dem sie über Kanada in die USA auswanderte. Seit 1953 wohnte sie in der York Avenue in Manhattan, wo sie zunächst als Sekretärin in einem Krebsforschungsinstitut arbeitete.
1960 begann sie an der New York University das Studium der englischen und spanischen Sprache und Literatur und wechselt später zur Vergleichenden Literaturwissenschaft. Sie trug 13 weitere Tagebücher von KZ-Insassen zusammen und schrieb 1969–1971 ihre Doktorarbeit Writing in Defiance: Concentration Camp Diaries in Dutch, French and German, 1940–1945. Ihre Untersuchungen bekräftigten die Ergebnisse von Michał Borwicz. 1994 hielt sie Vorlesungen an der United Nations International School (UNIS).

## Veröffentlichungen
- Dagboek uit Bergen-Belsen : maart 1944-april 1945; 1965, Amsterdam
- Bergen-Belsen-Tagebuch : 1944, 1945; Übersetzt von Peter Wiebke (* 1944 in Bergen[8]), Fackelträger-Verlag, 1983
- Schreiben im KZ : Tagebücher 1940 bis 1945; (Bearb. von Martina Dreisbach)